# Storia della Federazione Russa
La storia della Federazione Russa riguarda gli eventi attinenti alla storia della Russia che si sono succeduti a partire dal 1991 con la nascita della Federazione Russa.

## La fine dell'Unione Sovietica e il nuovo assetto
Il 12 giugno 1991 Boris Nikolaevič El'cin vinse con il 57% dei voti le elezioni presidenziali per il posto di presidente della RSFS, sconfiggendo il candidato del Partito Comunista, Nikolai Ivanovich Ryzhkov.  Dopo aver represso un tentato colpo di stato in agosto, a ottobre El'cin annunciò riforme di liberalizzazione del mercato e privatizzazioni, sulla falsariga di quelle polacche una serie di misure conosciute anche come "terapia shock".
Il 25 dicembre 1991 venne approvata la ridenominazione della Repubblica Socialista Federativa Sovietica Russa da parte del V Congresso dei deputati del popolo della RSFS Russa; alle ore 18:00 si dimise il presidente dell'Unione Sovietica e dichiarò abolito l'ufficio, inoltre conferì tutti i poteri e l'archivio presidenziale sovietico al presidente della Russia El'cin e alle 18:35 la Bandiera dell'Unione Sovietica sopra il Cremlino di Mosca fu ammainata e sostituita con il tricolore russo.
La definitiva ufficializzazione si concretizzò successivamente il 21 aprile 1992 con le riforme costituzionali varate dal VI Congresso dei deputati del popolo.

### La nuova politica economica
Una delle prime conseguenze fu la transizione dall'economia pianificata all'economia di mercato. Gli obiettivi da perseguire furono la liberalizzazione, stabilizzazione e privatizzazione, politiche basate sul neoliberista "Washington Consensus" di IMF, Banca Mondiale e Dipartimento del Tesoro statunitense.

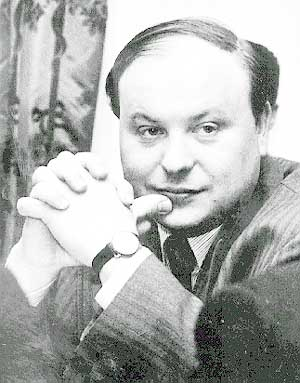
Egor Gajdar.

I programmi relativi alla liberalizzazione e alla stabilizzazione dell'economia russa furono gestiti dal Primo Ministro nominato da El'cin, Egor Gajdar, un economista liberale trentacinquenne, sostenitore della "terapia shock". Questa iniziò a essere applicata il 2 gennaio 1992 quando il presidente russo sancì la liberalizzazione dei commerci con l'estero, dei prezzi e della concorrenza. Lo scopo che ci si prefiggeva con l'eliminazione dei prezzi calmierati era quello di far convergere le merci nei negozi russi durante la crisi di approvvigionamento, rimuovere le barriere all'economia e all'impresa privata e tagliare gli aiuti a fabbriche e fattorie statali. Con l'eliminazione di dazi e delle barriere esterne si voleva far convergere nuovo capitale nel mercato russo ed eliminare il potere dei monopoli statali.
I risultati della liberalizzazione, con l'abbassamento dei controlli sui prezzi, portarono tuttavia all'iperinflazione inasprita dalla decisione della Banca centrale della Federazione Russa di stampare nuova cartamoneta per finanziare il debito accumulato. La Banca Centrale, organo sotto il controllo del Parlamento russo, era molto scettica riguardo a queste riforme infatti in questo periodo molte imprese russe finirono in bancarotta visto che avevano un modello di produzione inadeguato, confrontato a quello dell'economia globale. Il passaggio al libero mercato comportò la nascita di una nuova classe di imprenditori (alcuni dei quali dediti al mercato nero) che si erano formati durante la perestrojka. Ma la liberalizzazione dei prezzi comportò, per gli anziani e per coloro che avevano uno stipendio fisso, un drastico calo dello stile e della qualità di vita.
La stabilizzazione, chiamata anche aggiustamento strutturale, si concretizzava in un duro regime di austerity (una severa e inflessibile politica monetaria e fiscale). Nel seguire il programma di stabilizzazione, il governo lasciò lievitare gran parte dei prezzi al consumo, alzò sensibilmente i tassi di interesse, elevò drasticamente il carico fiscale dei contribuenti e tagliò in modo reciso sia ogni sussidio alle industrie e alle imprese statali sia la spesa sociale. A causa delle draconiane politiche di austerità messe in campo, si verificò un crollo delle commesse (e di ordini di produzione) e molte imprese russe furono costrette alla chiusura, trascinando nella depressione economica il territorio loro circostante. La spiegazione razionale del programma era rappresentata dal tentativo di comprimere la pressione inflazionistica incorporata dall'economia in modo che i produttori cominciassero a prendere decisioni economicamente ragionevoli circa produzione e investimenti e in tal modo cessasse lo spreco di risorse che aveva provocato le scarsità delle merci negli anni ottanta.
Permettendo al mercato, piuttosto che ai piani governativi, di determinare prezzi, quantità di prodotti e livelli di output, i riformatori intendevano creare un sistema economico basato su incentivi all'efficienza, dove lo spreco e la noncuranza erano puniti dal mercato stesso. La rimozione delle cause della cronica inflazione sarebbe stata, secondo Gajdar, la base per tutte le altre riforme: l'iperinflazione, a parere dei riformatori, impediva democrazia e progresso economico e solo stabilizzando il tesoro statale sarebbe stato possibile smantellare l'economia pianificata sovietica e creare la nuova Russia capitalistica.

### Gli ostacoli alle riforme e il debito pubblico
La ragione principale per cui la transizione russa è stata così faticosa è da individuarsi nel fatto che il Paese doveva ricostruire allo stesso tempo sia le istituzioni politiche che quelle economiche, entrambe travolte dal crollo dell'URSS. Oltre a questo, è opportuno evidenziare che la Russia era impegnata a ricostruire un nuovo Stato nazionale dopo la disintegrazione dell'Unione.
La propria preminenza all'interno del blocco sovietico ed Est-Europeo comportò una transizione molto più difficoltosa rispetto agli altri paesi della cortina di Ferro, quali Polonia, Ungheria e Repubblica Ceca, che, dopo il crollo del Muro di Berlino, si erano avviati senza traumi eccessivi sulla strada delle liberalizzazioni economiche.
Il primo grande problema a cui la neonata Russia dovette far fronte fu l'eredità dell'enorme impegno profuso dall'URSS durante la Guerra Fredda. Alla fine degli anni 1980 l'Unione sovietica investiva un quarto del proprio prodotto interno nel settore della difesa (stime coeve degli analisti occidentali ritenevano invece fosse solo il 15%). In quel periodo il complesso militare-industriale dava lavoro a un adulto su cinque. In alcune regioni della Russia metà della forza lavoro era impegnata nelle industrie belliche (nella stessa circostanza di tempo occorre far presente, a titolo di confronto, che il prodotto interno destinato a scopi bellici dagli USA era di un sedicesimo, a cui corrispondeva un'analoga percentuale di forza lavoro impiegata nel settore). La fine della guerra fredda e il taglio degli investimenti statali in questo ramo colpirono duramente tali industrie a cui fu, di fatto, impossibile trovare nuovi mercati in cui vendere i propri prodotti. Durante il processo di conversione, un enorme bagaglio di esperienza, rappresentato da know-how e specialisti qualificati, andò perduto e le fabbriche furono a volte riconvertite dalla produzione di macchinari ad alta tecnologia a quella di utensili per cucina.
Un secondo ostacolo, in parte legato alla vastità e alla diversità geografica del territorio russo, era rappresentato dal vasto numero di economie regionali "mono-industriali" (regioni dominate da singole forze industriali) che la Russia ha ereditato dall'Unione Sovietica. La concentrazione della produzione in un numero relativamente basso di grandi imprese statali comportò la totale dipendenza dei governi locali al potere centrale: quando l'URSS collassò e i lacci che legavano Mosca alle singole repubbliche e regioni si sciolsero, la produzione in tutto il Paese crollò del 50%. Tale accadimento causò una tremenda disoccupazione e sottooccupazione.
In terzo luogo, la Russia post-sovietica non poté utilizzare il sistema di previdenza sociale e di welfare dell'URSS. Prima delle riforme, infatti, erano le aziende, in maggioranza grandi imprese, a essere tradizionalmente responsabili del welfare pubblico: provvedevano infatti all'assistenza sociale, agli alloggi, alla salute e allo svago della forza lavoro. I paesi e le città, invece, non possedevano neppure lontanamente l'apparato per provvedere ai servizi sociali basilari. Per tale ragione, le trasformazioni economiche sopra descritte crearono drammatici problemi per quel che concerne il sistema di welfare, poiché i governi locali erano di fatto impossibilitati dall'assumere la responsabilità finanziaria delle citate funzioni.
In ultimo è opportuno considerare una dimensione di capitale umano. La popolazione dell'Unione Sovietica non poteva certo essere considerata culturalmente arretrata: il tasso di alfabetizzazione era molto elevato e il livello dei laureati sovietici era tra i più alti al mondo nelle scienze, nell'ingegneria e in alcune discipline tecniche. Tuttavia, i sovietici non eccellevano in quelle che l'occidente chiama "arti liberali".. I manager sovietici erano inoltre estremamente validi nel raggiungere gli obiettivi prefissati dal governo, ma questa capacità si trasformò in debolezza con il cambio di regime, in quanto erano psicologicamente inadatti a confrontarsi con i rischi del mercato. Il profitto e l'efficienza non erano, in genere, le priorità per i responsabili sovietici di impresa, i cui obiettivi consistevano invece nel raggiungimento dei target imposti dal governo e nell'organizzazione dell'assistenza sociale per i propri sottoposti.

### La situazione economica e sociale
Nel 1990, il 20% del PIL netto del sistema sovietico era generato per il 50% dall'industria e per il 25% dal settore primario, il quale era significativamente al di sopra della media occidentale. La quota del settore industriale sul PIL raggiungeva il 49% in Lituania e il 71% in Armenia, caratterizzata come le Repubbliche Baltiche dall'«esistenza di interi agglomerati urbani sorti intorno alle fabbriche di un solo comparto, a volte di un unico prodotto». Cinque Stati, invece, erano caratterizzati da un'economia agricola (Moldavia, Azerbaigian, Tagikistan, Turkmenistan e Uzbekistan), rispetto alla Comunità degli Stati Indipendenti e alla Federazione Russa che occupavano nel settore rispettivamente il 14% e il 10.4% della forza-lavoro complessiva. Secondo le stime del Fondo Monetario Internazionale pubblicate nel World Economic Outlook del 1994, il PIL reale dell'URSS si contrasse dell'11.6% nel '91, del 18.2% nel '92 e di un ulteriore 12% nel '93, con un tasso di inflazione annuo del 1.300% nel biennio '92-'93, che subì un picco iperinflattivo al 4.900% nell'Ucraina del '93 e una lieve decrescita al 900% in Russia.
La nuova economia russa si trovò in una profonda recessione, sebbene un programma similare era infatti stato adottato in Polonia nel gennaio 1990 con buoni esiti. Tuttavia i critici occidentali alle riforme di El'cin (tra cui Marshall Goldman, Stephen Cohen e Joseph Stiglitz), favorevoli a una transizione più morbida al capitalismo, considerarono non rilevante l'analogia con la Polonia poiché in tale Stato il comunismo aveva avuto un impatto sull'economia e sulla cultura politica di gran lunga inferiore rispetto a quello che aveva avuto in Russia. Dopo le prime timide riforme economiche, vi fu un brusco incremento delle ineguaglianze sociali nonché del tasso di povertà in tutto il Paese. Le morti legate all'abuso di alcool aumentarono del 60% negli anni 1990, i decessi per infezioni e malattie trasmesse da parassiti addirittura del 100%, molto probabilmente perché i medicinali non erano più economicamente e logisticamente abbordabili per i poveri.
La risoluzione della problematica concernente la carenza dei beni di consumo, che ha caratterizzato l'ultimo decennio del regime, non è solo dovuta all'apertura dei mercati alle importazioni estere ma anche all'impoverimento della popolazione. I russi con uno stipendio fisso (la stragrande maggioranza della forza lavoro) videro il proprio potere d'acquisto ridursi drasticamente: anche se anche durante la presidenza di El'cin i negozi erano di fatto pieni di merce, i lavoratori non poterono trarne beneficio immediato.

### Le opposizioni e gli ostacoli al nuovo corso
La prime riforme ebbero come effetto immediato l'abbassamento dello standard di vita di gran parte della popolazione, creando al contempo una forte opposizione politica. La democratizzazione del sistema politico diede infatti modo di esprimere agli svantaggiati da questo nuovo corso politico la propria frustrazione attraverso il voto ai candidati anti-riformatori, specialmente a quelli del Partito Comunista della Federazione Russa e degli alleati di quest'ultimo in Parlamento.
Durante i primi anni di esistenza della Federazione Russa, i gruppi favorevoli a un ritorno al vecchio sistema economico e di welfare si organizzarono, esprimendo la loro opposizione alla riforma attraverso i sindacati, le associazioni dei direttori delle aziende di proprietà statale, e partiti politici del parlamento regolarmente eletto.

## Gli anni 1990 e le riforme strutturali

### Le riforme del 1992 e le liberalizzazioni
Un tema costante della storia russa nel 1990 è stato il conflitto tra riformatori economici e gruppi ostili al nuovo capitalismo; il 2 gennaio 1992 il presidente El'cin - agendo in qualità di capo del governo - emanò con decreto l'atto che segnò l'approvazione delle riforme economiche, eludendo in tal modo il Soviet Supremo e il Congresso dei Deputati del Popolo, che erano stati eletti nel giugno dell'anno precedente, prima della dissoluzione dell'URSS.
Mentre tale decisione risparmiò al Primo ministro la prospettiva di negoziazioni e contestazioni in Parlamento, tale atto ebbe come conseguenza da un lato l'inizio della liberalizzazione dei prezzi, del commercio con l’estero e della concorrenza, tuttavia ciò contribuì a diminuire la penuria alimentare e a rendere disponibili per il mercato interno merci di difficile reperibilità, ma contemporaneamente i prezzi aumentarono vertiginosamente rialzando l'inflazione e riducendo notevolmente il circolante delle imprese e famiglie.

### La crisi costituzionale del 1993

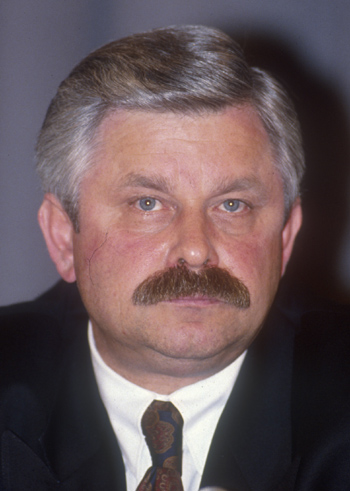
Aleksandr Ruckoj nel 1993.

Lo scontro fra istituzioni per determinare i centri di potere dell'era post-sovietica e la natura delle riforme economiche culminò nella sanguinosa crisi politica dell'autunno 1993. El'cin, a capo del movimento politico che promulgava la necessità di privatizzazioni radicali, venne duramente contrastato dal Parlamento. Osteggiato dall'opposizione riguardo ai poteri presidenziali del Decreto delle riforme e minacciato di incriminazione, il Presidente "sciolse" il parlamento il 21 settembre, in aperto contrasto con la Costituzione russa, e ordinò nuove elezioni e un referendum per una nuova Costituzione. Il Parlamento dichiarò allora El'cin deposto e nominò Aleksandr Ruckoj presidente ad interim il 22 settembre. La tensione si alzò bruscamente e la crisi giunse all'epilogo dopo lo scoppio di disordini tra il due ed il 3 ottobre. Il giorno seguente ottobre El'cin ordinò alle forze speciali russe di bombardare e assaltare il palazzo della Duma di Stato. Al termine di un duro scontro Ruckoj, Ruslan Chasbulatov e gli altri parlamentari asserragliati si arresero, venendo immediatamente arrestati e imprigionati. Il resoconto ufficiale delle vittime fu di 187 morti e 437 feriti, con molti uomini uccisi o feriti tra le truppe d'assalto.
Dopo l'avvenimento il periodo di transizione giunse al termine, e fu approvata la nuova costituzione della Federazione Russa a seguito di un referendum nel dicembre 1993, conferendo alla Russia un sistema politico fortemente presidenziale. Le privatizzazioni proseguirono. I leader dei parlamentari furono rilasciati senza lo svolgimento di alcun processo il 26 febbraio dell'anno successivo, ma non assunsero più alcun ruolo di aperta opposizione. Anche se gli scontri con l'esecutivo avrebbero potuto riprendere, il nuovo parlamento russo si ritrovò da allora con poteri estremamente circoscritti.
Nel 1993 la soglia della povertà era fissata al di sotto dei 25 dollari per mese. Le differenze riscontrate nelle stime sono dovute a differenti metodologie di analisi. Un tasso di povertà più alto viene riscontrato analizzando le entrate domestiche, quello più basso nei consumi, dal momento che le famiglie tendono a non denunciare le entrate nella loro totalità. Stime della Banca mondiale, integrate con gli indici di mortalità, indicano che durante l'ultimo periodo del regime sovietico solo l'1,5% delle famiglie viveva sotto la soglia della povertà, mentre nel 1993 tale percentuale si era alzata tra il 39 e il 49%. Le entrate pro-capite si abbassarono di un ulteriore 15% durante la crisi del 1998. Gli indicatori della salute pubblica segnano un analogo declino. Nel 1999 la popolazione totale era diminuita di 750.000 unità rispetto al periodo sovietico. La speranza di vita calò drammaticamente da 64 anni (1990) a 57 anni (1994) per gli uomini mentre per le donne il calo, anche se più modesto, fu da 74 a 71. Il brusco aumento della mortalità giovanile per cause non naturali (delitti, suicidi, e incidenti causati dalla scarsa attenzione per la sicurezza) ha significativamente contribuito a questa tendenza.

### La prima guerra cecena
Intanto, il 31 marzo 1992, quando Boris Nikolaevič El'cin e Ruslan Chasbulatov, egli stesso di etnia cecena e dirigente del Soviet Supremo Russo, siglarono il Trattato di Federazione bilateralmente con 86 degli 88 soggetti federali. Nella maggior parte dei casi le richieste di maggior indipendenza vennero soddisfatte attraverso concessioni riguardante l'autonomia regionale e regimi fiscali diversificati. Il trattato delineava tre tipi di soggetti federali base e stabiliva i poteri e le competenze riservate alle comunità locali o al governo federale. I soli soggetti federali che non firmarono il trattato furono la Cecenia e il Tatarstan. Nella primavera del 1994 il presidente Boris El'cin siglò un accordo politico speciale con Mintimer Şäymiev, presidente del Tatarstan, garantendo molte delle richieste di autonomia da parte della repubblica all'interno della Russia.
Nel marzo 1992, l'opposizione cecena tentò un colpo di Stato a seguito del quale Džochar Dudaev dichiarò lo stato di emergenza e minacciò la mobilitazione totale se le truppe russe non si fossero ritirate immediatamente. Dopo aver organizzato un altro golpe nel dicembre 1993, l'opposizione convocò un Consiglio Provvisorio con il ruolo di potenziale governo alternativo per la Cecenia, chiedendo l'assistenza di Mosca. Con l'invasione russa della Cecenia iniziata nel 1994 El'cin inviò 40.000 militari in Cecenia, al fine di contrastarne gli aneliti secessionisti. Stanziati a più di 1.200 km a sud di Mosca, per secoli i Ceceni avevano sfidato l'occupazione russa. Džochar Dudaev, il Presidente nazionalista della Repubblica di Cecenia, era intenzionato a far uscire il proprio Stato dalla Federazione Russa e dichiarò l'indipendenza cecena nel 1991. I russi attaccarono la capitale Groznyj alla fine del 1994, e nuovamente durante le prime settimane del gennaio 1995, provocando la morte di all'incirca 25.000 civili a causa di attacchi aerei e di artiglieria. Tuttavia i ribelli ceceni cinsero d'assedio migliaia di ostaggi russi, infliggendo perdite umilianti alle demoralizzate e male equipaggiate truppe nemiche. Alla fine di quell'anno, i militari russi non erano ancora riusciti a conquistare la totalità di Groznyj.
Dopo durissimi scontri la capitale fu presa nel febbraio 1995. Nell'agosto 1996 El'cin concordò il cessate il fuoco con i ribelli ceceni e un trattato di pace fu siglato a Mosca nel maggio 1997.

### Le elezioni presidenziali del 1996 e la riconferma di El'cin
Le Elezioni presidenziali in Russia del 1996 videro contrapposti il Presidente uscente Boris Nikolaevič El'cin e lo sfidante leader del Partito Comunista Gennadij Zjuganov, e videro il trionfo del primo con il 54% dei voti validi, tuttavia ci furono forti critiche sia in Russia che all'estero sulla possibilità di frodi elettorali a favore del presidente uscente e dell'interferenza degli Stati Uniti a favore di quest'ultimo.

### La crisi economica del 1998, l'elezione di Putin e la seconda guerra cecena

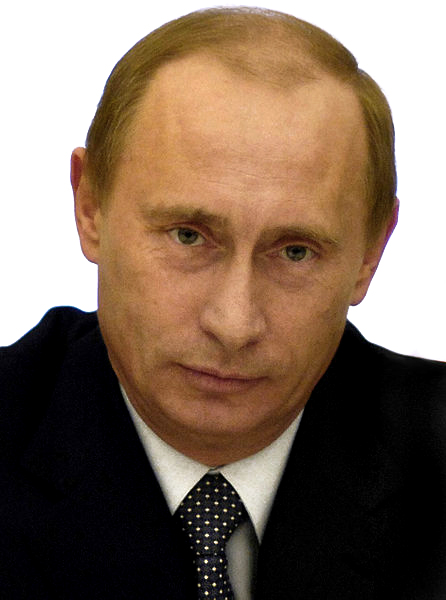
Vladimir Putin

Dopo la crisi finanziaria del 1998, il primo ministro Evgenij Maksimovič Primakov fu revocato dal presidente El'cin nel maggio 1999, per timore della sua crescente popolarità. Al suo posto El'cin nominò a capo del governo Sergej Stepašin, ministro degli interni e già direttore dei servizi segreti FSB (l'ex KGB). Tuttavia il governo di Stepašin non durò che pochi mesi, dal momento che nel successivo agosto 1999 El'cin lo revocò e nominò al suo posto Vladimir Putin, direttore in carica dell'FSB, atto subito ratificato dalla Duma di Stato.
Da personaggio quasi sconosciuto quale era, Putin riuscì velocemente a guadagnarsi la fiducia dell'opinione pubblica e di El'cin soprattutto grazie alla sua gestione della seconda guerra cecena. Infatti, solo pochi giorni dopo la nomina di Putin, gli indipendentisti ceceni attaccarono l'Esercito russo in Daghestan, e qualche mese dopo si verificarono alcuni attentati contro quartieri residenziali di Mosca ed altre città russe, attribuiti anche questi ai ceceni ribelli. Putin prese in mano in prima persona la situazione (emblematica la sua celebre frase «scoveremo i terroristi anche nei cessi!»): le Forze Armate della Federazione Russa entrarono in Cecenia nel settembre 1999, dando inizio alla seconda guerra cecena. L'opinione pubblica russa dell'epoca, a causa della rabbia e della paura suscitate dagli attacchi terroristici ceceni in Russia, supportò fortemente l'iniziativa militare; tale supporto si tramutò in un balzo di popolarità per Putin, che la comandava personalmente.
I rapporti del neonato Stato sono stai spesso ambivalenti e contraddittori nel confronti degli USA e gli altri Stati del blocco NATO; non sono mancati infatti episodi di tensione durante la guerra del Kosovo nel 1998. Dopo il successo dei partiti che sostenevano il governo Putin alle elezioni parlamentari del 1999, El'cin rassegnò le proprie dimissioni dalla carica di Presidente il 31 dicembre dello stesso anno.

## Dal 2000 ad oggi

### La seconda guerra cecena e la rielezione di Putin

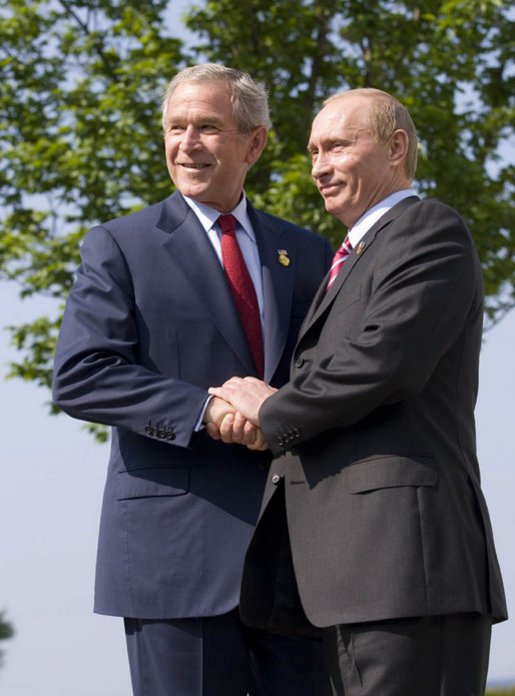
Il presidente degli Stati Uniti George W. Bush e Putin al 33º summit del G8, giugno 2007

Durante la seconda guerra cecena nel febbraio 2000 le truppe russe entrarono a Groznyj, la capitale cecena; Putin si recò sul posto per dichiarare la vittoria nella guerra. Questo garantì a Putin un ampio margine nella corsa elettorale, e a seguito delle elezioni presidenziali in Russia tenutesi il 26 marzo ci fu la vittoria di Vladimir Putin, già Presidente ad interim in qualità di Primo ministro. Dal punto di vista politico, a partire dal 2003 la Federazione ha dovuto affrontare i fermenti politici che sono sfociate in diverse rivoluzioni colorate che avevano ad oggetto varie rivendicazioni; intanto nel 2004 l'aspettativa di vita si alzò e gli stipendi medi sono aumentati a più di 100 dollari per mese, dato emblematico della ripresa avvenuta in larga misura ai prezzi elevati del petrolio, tuttavia la crescita del reddito non venne uniformemente distribuita poiché l'ineguaglianza sociale continuò aa aumentare, raggiungendo punte del 40% del coefficiente di Gini.
Il 2 marzo 2008 Dmitrij Anatol'evič Medvedev fu eletto presidente della Russia, mentre Putin divenne primo ministro. Putin è tornato alla presidenza dopo le elezioni presidenziali del 2012 e Medvedev è stato nominato primo ministro; egli durante il suo mandato aumentò la durata della carica presidenziale da quattro a sei anni, ma Putin rivinse ancora le elezioni presidenziali in Russia del 2018, diventando nuovamente presidente. In agosto intanto il governo della fu coinvolto in agosto nella seconda guerra in Ossezia del Sud, scoppiata fra la Georgia ed Ossezia del Sud, provincia separatista filo-russa, è cominciata dopo che sono stati violati gli accordi sul "cessate il fuoco" seguito nel 1992 alla fine della prima guerra in Ossezia.

### La nuova crisi finanziaria e la guerra con l'Ucraina
Dopo la crisi finanziaria tra il 2014 ed il 2017, il governo ha dovuto fronteggiare le spinte autonomiste ed indipendentiste della Crimea prima e dell'Ucraina poi nel 2014, che ha portato allo scoppio della guerra nell'Ucraina orientale il 6 aprile dello stesso anno; conflitto bellico tuttora in corso.
A febbraio 2022 la tensione tra i due paesi si acuisce, per via di prolungate manovre militari delle forze armate russe e bielorusse lungo parte del confine ucraino e per il sostanziale rifiuto da parte della NATO di garantire - come richiesto dalla Russia - la non espansione dell'alleanza verso est, ritenuta dai russi pericolosa per la sicurezza nazionale.
Il 21 febbraio Putin, attraverso un discorso alla nazione, riconosce come indipendenti le repubbliche separatiste nella regione del Donbass (Donetsk e Lugansk). Successivamente, il 24 febbraio, annuncia l'avvio un'operazione militare nel Donbass, dando inizio ad un'invasione dell'Ucraina.